# Literaturmuseum der Moderne

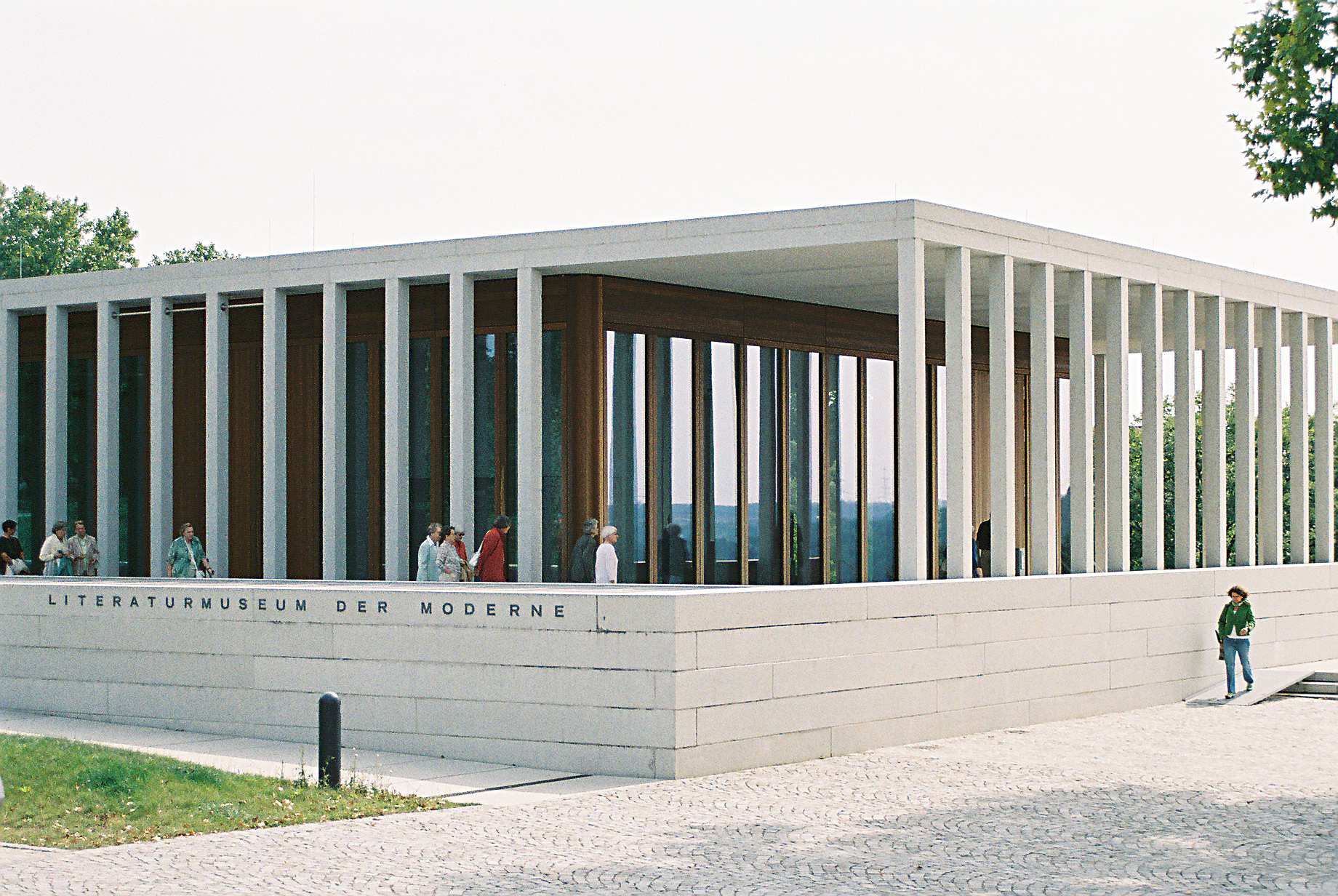
Das Literaturmuseum der Moderne in Marbach am Neckar (2007)

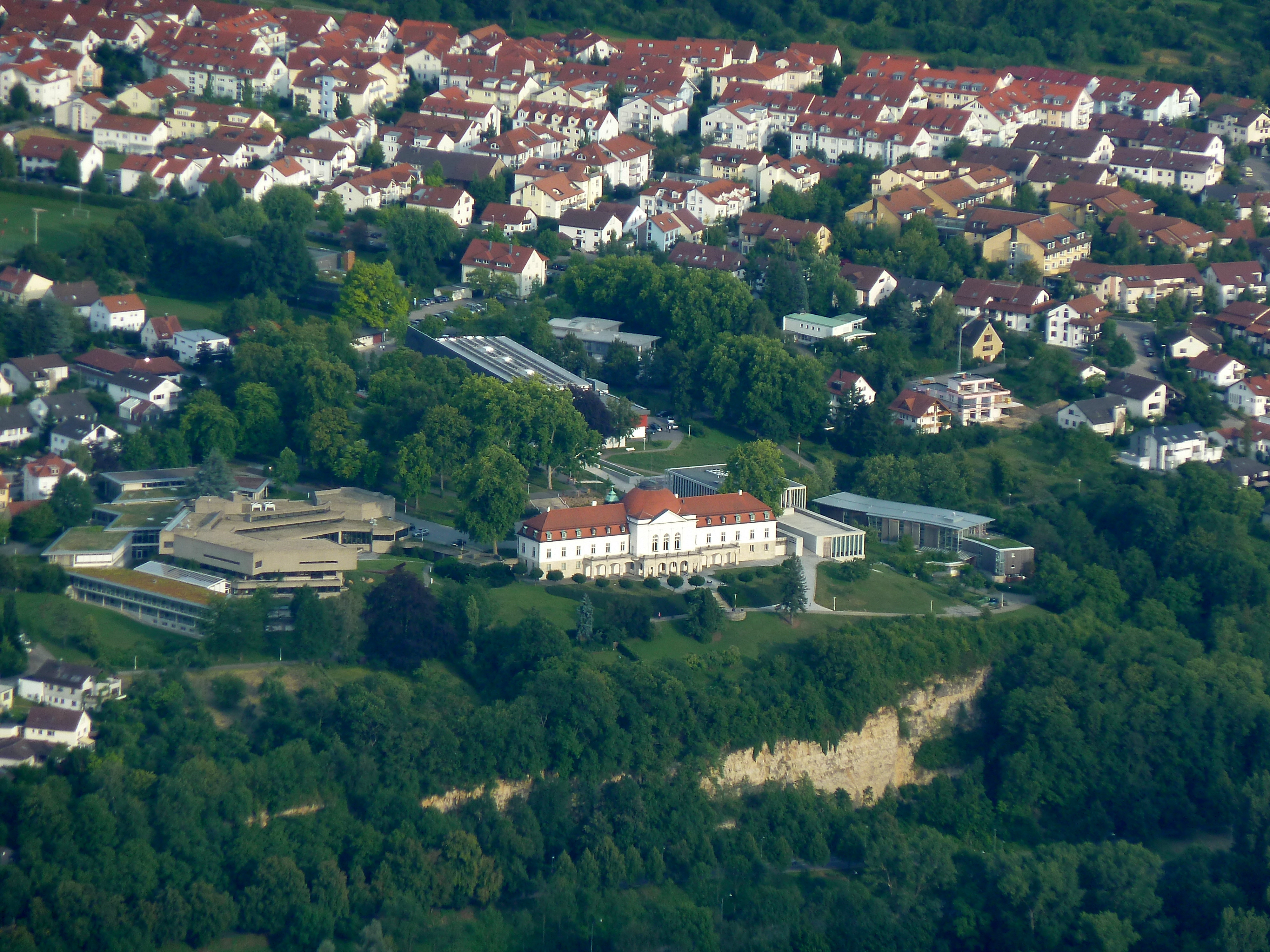
Deutsches Literaturarchiv Marbach, Schiller-Nationalmuseum und Literaturmuseum der Moderne (v. l. n. r.) (2011)

Das Literaturmuseum der Moderne (kurz: LiMo) ist gemeinsam mit dem Schiller-Nationalmuseum Teil der Literaturmuseen des Deutschen Literaturarchivs. Es befindet sich auf der Schillerhöhe in Marbach am Neckar. Ausstellungsschwerpunkt ist die deutschsprachige Literatur des 20. Jahrhunderts bis zur Gegenwart.
Seit 2022 ist Vera Hildenbrandt Leiterin der Museumsabteilung des Deutschen Literaturarchivs Marbach. Zuvor (2001–2021) leitete Heike Gfrereis die Literaturmuseen. 2017/18 wurde sie von Ellen Strittmatter vertreten.

## Geschichte
Das Museum wurde zwischen 2002 und 2006 konzipiert und auf der Marbacher Schillerhöhe errichtet. Die Übergabe des Gebäudes fand am 9. Januar 2006 statt, die offizielle Eröffnung am 6. Juni 2006 in Anwesenheit des Bundespräsidenten Horst Köhler.

## Architektur des Literaturmuseums der Moderne
Das LiMo wurde vom britischen Architektenbüro David Chipperfield Architects geplant und gewann den RIBA Stirling Prize 2007 des Royal Institute of British Architects und wurde beim Deutschen Architekturpreis 2007 ausgezeichnet. Projektarchitekt war Alexander Schwarz.
Der Bau verschmilzt Motive klassischer Architektur, wie die eines Peripteros, mit modernen Elementen und Materialien wie Holz, Muschelkalk, Sichtbeton und Werkstein.

## Aufbau und Exponate des LiMo
Das Museum zeigt auf rund 1000 m² Exponate aus den Beständen des Deutschen Literaturarchivs vom frühen 20. Jahrhundert bis zur Gegenwart. Entgegen der Ausrichtung vieler Dichterhäuser, die einen Autor oder eine einzelne Epoche zum Zentrum ihrer Ausstellungen machen, zeichnet das Literaturmuseum der Moderne die Entwicklung der deutschsprachigen Literatur der letzten 100 Jahre in seiner Dauer- und den beigestellten Wechselausstellungen nach.

### 2006 bis 2015: nexus

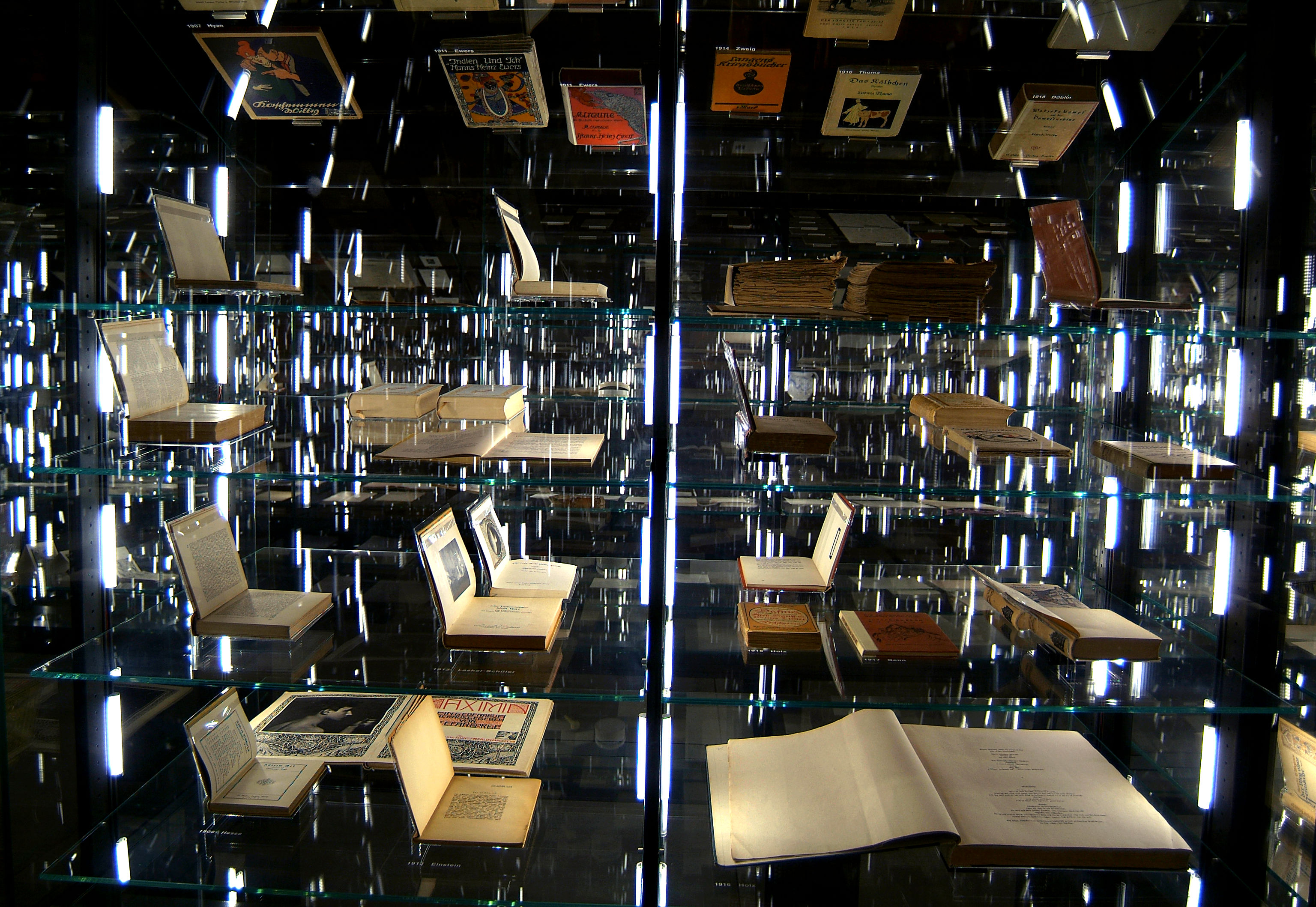
Blick in die alte Dauerausstellung des Literaturmuseums der Moderne, den sogenannten "nexus". (2014)

Bei der Eröffnung im Jahr 2006 gliederte sich die Dauerausstellung in drei Räume. Im Raum fluxus stellten prominente Kuratoren ihre persönliche Literatur der Gegenwart vor; im Raum stilus konnten die Besucher mit dem interaktiven Museumsführer durch moderne Literatur stöbern; und schließlich der Raum nexus. Dieser bildete das Kernstück der Ausstellung, er zeigte die Spuren, die Menschen in und mit der Literatur hinterlassen. Es wurden rund 1300 Exponate ausgestellt, darunter Briefe und Zeugnisse, Personalausweise, Notizbücher, Fotoalben, Lieblingsbücher und Erinnerungsstücke wie beispielsweise die Zettelkästen von Hans Blumenberg, Thomas Manns Taufkleid oder Hans-Georg Gadamers Schere, Manuskripte von Kafkas Proceß, Hesses Steppenwolf, Döblins Alexanderplatz, Kästners Emil und die Detektive. Zusätzlich zur Dauerausstellung gab es auch Raum für wechselnde Ausstellungen.

### Seit 2015: Die Seele

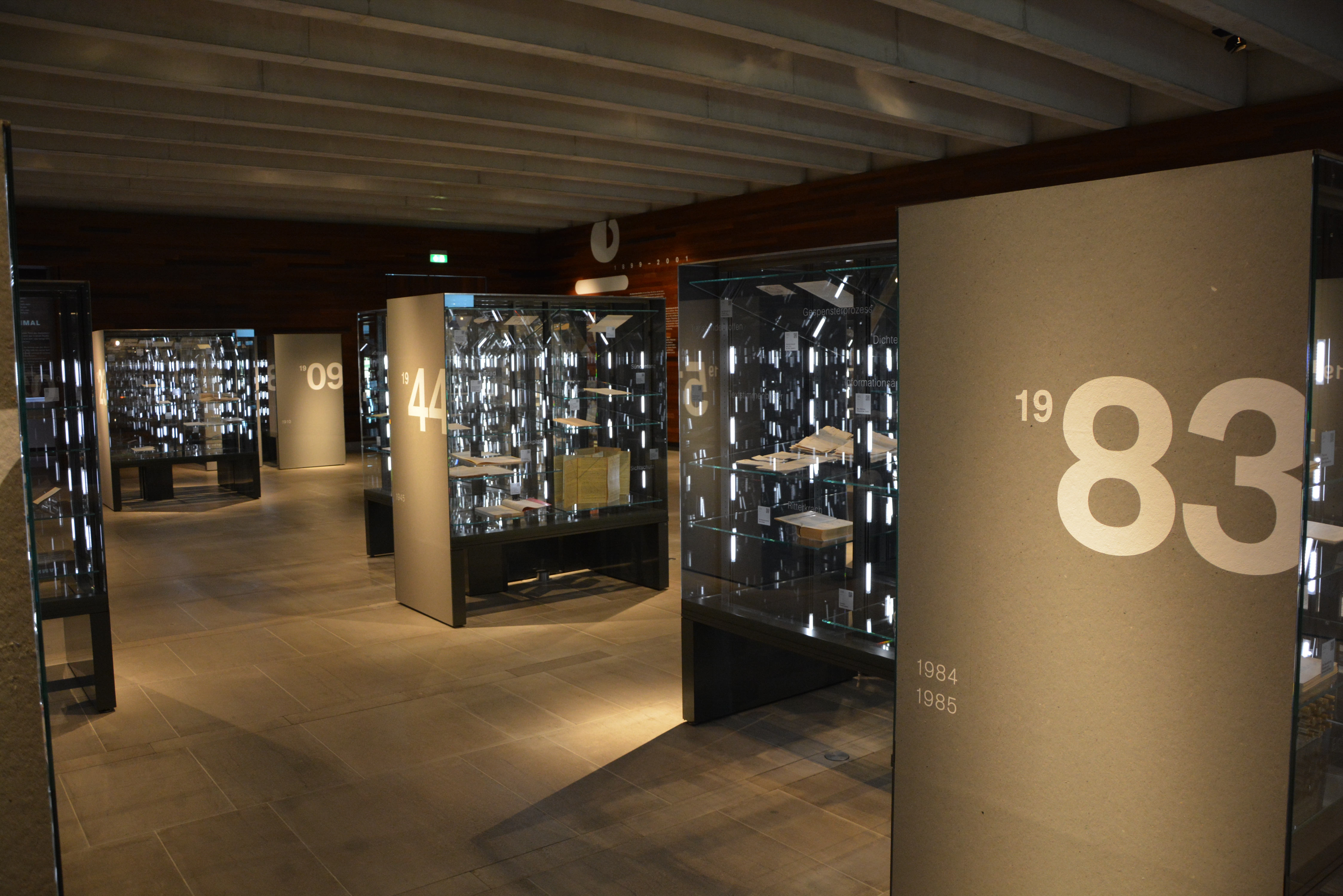
Blick in die Dauerausstellung Seele im Literaturmuseum der Moderne in Marbach am Neckar, die im Juni 2015 neu eröffnet wurde

Am 7. Juni 2015 eröffnete die neue Dauerausstellung des Literaturmuseum der Moderne mit dem Namen Seele. Statt der rund 1300 Exponate im nexus sind nun nur noch 280 zu sehen, davon aber 220, die bisher nicht in der Ausstellung zu sehen waren. Dabei handelt es sich zum Großteil um Exponate, die das Deutsche Literaturarchiv Marbach in den letzten zehn Jahren durch Nachlässe und Vorlässe erhalten hat. Wenige Besonderheiten der alten Sammlung, beispielsweise Kafkas Proceß, Döblins Alexanderplatz oder Kästners Emil und die Detektive, bleiben der Ausstellung erhalten.
Neben den neuen Exponaten wurden auch die Standorte der Vitrinen und die Anordnung geändert. Sie sind jetzt nach Jahren geordnet, so dass man anhand der Exponate in den Vitrinen einen Überblick durch das jeweilige literarische Jahr erhält.
Die alten Museumsführer wurden durch eine App ersetzt, sodass man sich mit dem eigenen Smartphone oder mit ausleihbaren Tabletcomputern anhand von QR-Codes durch die Seele führen lassen kann.

#### Exponate (Auswahl)

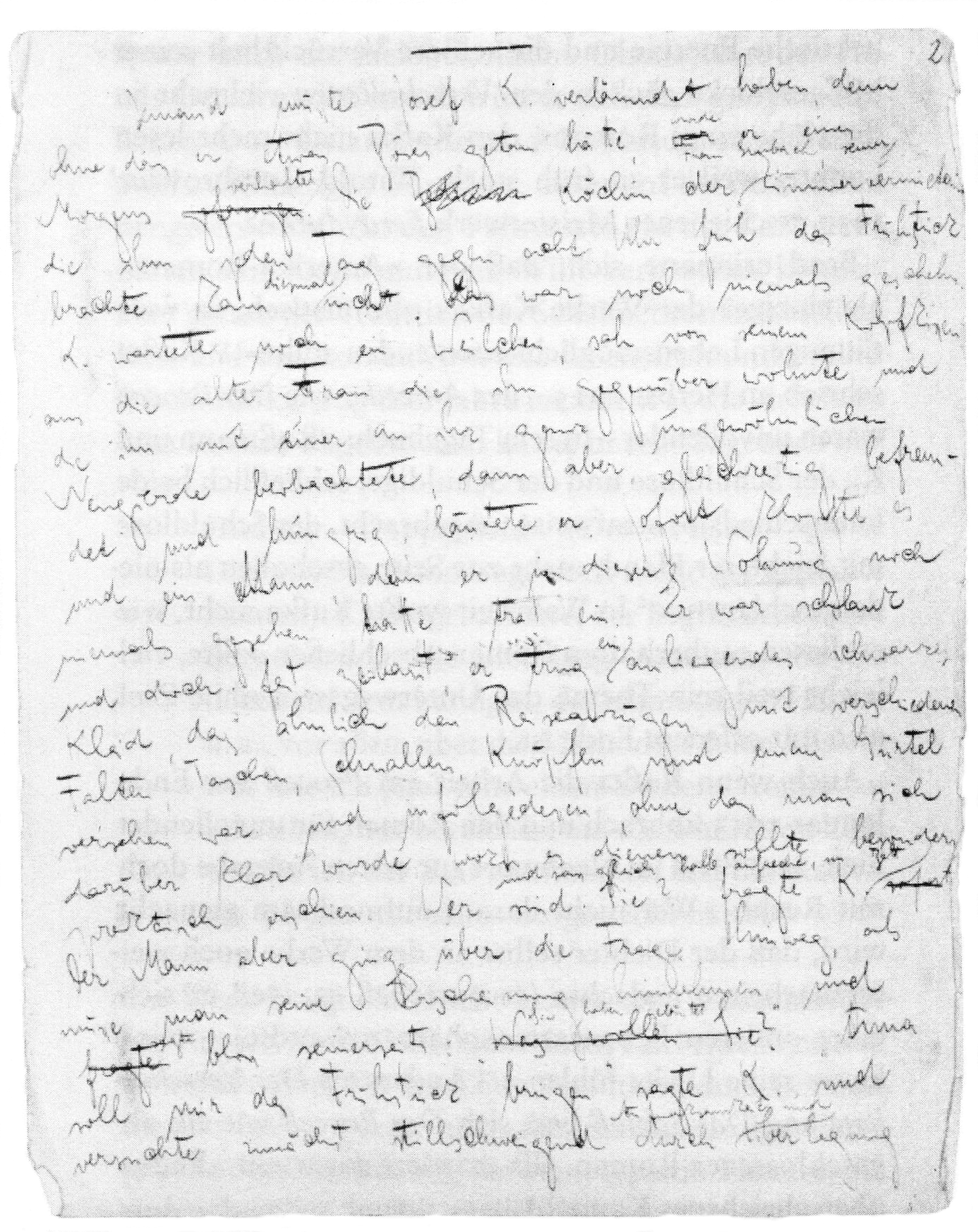
Franz Kafka, Anfang des Manuskripts von Der Process

- Franz Kafkas Der Process (Erste und letzte Manuskriptseite)
- Franz Kafkas Der Dorfschullehrer (Manuskript)
- Arthur Schnitzlers Lieutenant Gustl (Manuskript)
- Hermann Hesses Der Steppenwolf (Manuskript)
- Hermann Hesses Totenmaske
- Gottfried Benns Totenmaske
- Bertolt Brechts Totenmaske
- Friedrich Nietzsches Totenmaske[2]
- Ernst Penzoldts Die Powenzbande (Manuskriptrollen)[3]
- Stefan Zweigs Ungeduld des Herzens (Manuskripte)[4]
- Helen Hessels Übersetzung von Vladimir Nabokovs Lolita (Manuskript)
- Martin Heideggers Sein und Zeit (Manuskript)
- Alfred Döblins Berlin Alexanderplatz (Manuskript)
- Heinrich Manns Ein Zeitalter wird besichtigt (Manuskript)
- Erich Kästners Fabian (Typoskript)
- Jean Amérys Zur Psychologie des deutschen Volkes (Typoskript)
- Thomas Bernhards Der Untergeher (Typoskript)
- Thomas Bernhards Auslöschung (Typoskript)
- Ingeborg Bachmanns Malina (Manuskript)

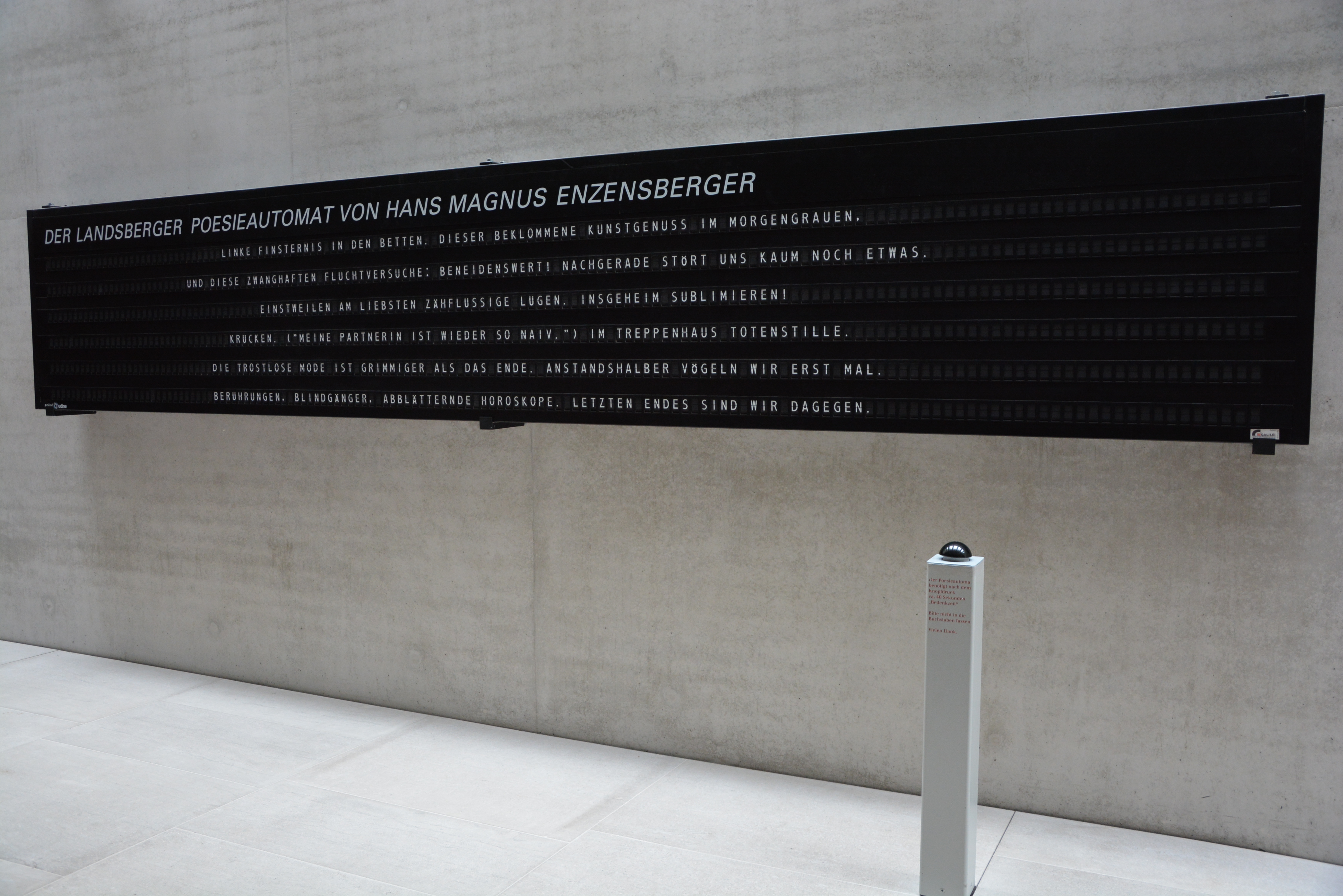
Der Landsberger Poesieautomat von Hans Magnus Enzensberger

- Hans Magnus Enzensbergers Landsberger Poesieautomat (Automat und Pläne für den Automaten)
- Max Frischs Stiller (Typoskript)
- Martin Walsers Ehen in Philippsburg (Typoskript)
- Bernward Vespers Die Reise (Manuskript)
- Michael Endes Die unendliche Geschichte (Typoskript)
- Peter Handkes Publikumsbeschimpfung (Typoskript)
- Peter Handkes Langsame Heimkehr (Manuskript)
- Christoph Ransmayrs Die letzte Welt (Typoskript)
- Bernhard Schlinks Der Vorleser (Manuskript)

### Wechselausstellungen (Auswahl)
Im Literaturmuseum der Moderne eröffnen jährlich etwa 2 bis 4 neue Wechselausstellungen, die über mehrere Monate hinweg zu sehen sind. In der Vergangenheit waren das unter anderem:
- 2009: Autopsie Schiller. Eine literarische Untersuchung. Sie erinnerte an den 250. Geburtstag Friedrich Schillers.
- 2010: Die erste Ausstellung 2010 mit dem Titel Randzeichnungen stellte Zeichnungen von verschiedenen Autoren auf ihren Manuskripten aus.
- 2010: Deutscher Geist. Ein amerikanischer Traum; Ausstellungskatalog von Ernst Osterkamp und David E. Wellberry: Marbacher Magazin 132, 2010 ISBN 978-3-937384-68-9
- 2011: Schicksal. 7 mal 7 unhintergehbare Dinge: Briefe, Bücher und Objekte zu Thema Macht des Schicksals
- 2011: Briefe an Ottla. Von Franz Kafka und anderen
- 2011/12: Ich liebe Dich!: Ausstellung über die Liebesbekundungen zahlreicher Schriftsteller und Denker des 19. bis 21. Jahrhunderts.
- 2012: 1912. Ein Jahr im Archiv: Rekonstruktion eines Jahres anhand von Manuskriptquellen des DLA.
- 2012: Kassiber. Verbotenes Schreiben: Eine Ausstellung über das klandestine Schreiben in Zeiten politischer Repression.
- 2013/14: August 1914. Literatur und Krieg: Anhand von Tagebuchaufzeichnungen, Notizen, Manuskripten und Fotografien beleuchtete die Ausstellung den Beginn des Ersten Weltkriegs. Der Katalog zur Ausstellung beinhaltete auch bisher unveröffentlichte Aufzeichnungen von Marie-Luise Kaschnitz, Georg Picht und Friedrich Gundolf.
- 2013/14: Der ganze Prozess: Die Wechselausstellung zeigte zum ersten Mal Franz Kafkas "Prozess"-Manuskript Blatt für Blatt und bot auf diese Weise einen Einblick in die Arbeitsweise des Prager Dichters.
- 2014/15: Der Wert des Originals
- 2015/16: Das bewegte Buch
- 2016: innerhalb der Ausstellungsreihe fluxus 34: »Errata. Fehler aus zweiter Hand. Ein Gespräch in x Stichworten mit Hanns Zischler«
- 2016: innerhalb der Ausstellungsreihe fluxus 35: Sibylle Lewitscharoff / »Im Labyrinth der Kreise. Aus einer Dante-Roman-Werkstatt.«
- 2017: Rilke und Russland
- 2018: Die Erfindung von Paris: Das imaginäre Paris von Heinrich Heine bis Peter Handke
- 2019/20: Dostojewskij und Schiller (in Zusammenarbeit mit dem Staatlichen Literaturmuseum der Russischen Föderation)

## Ziele des LiMo
Der Zweck des LiMo ist nach eigener Aussage: „Dass Archivbestände das Gedächtnis unserer Kultur sind, dass sie die Spuren des Lebens, der alltäglichen Zufälle und der großen Geschichte genauso verzeichnen wie die Arbeit am künstlerisch strukturierten Text, das sind Gemeinplätze, die unter jährlich wechselnden Leitmotiven auf die Probe gestellt werden sollen.“
Das Museum zielt mit seiner Dauerausstellung "auf nichts weniger als die Seele der deutschen Literatur", die anhand von Originalen entfaltet werden soll. Leitfragen für diese Vermittlungsarbeit werden dabei wie folgt benannt: "Was ist Literatur? Was kann sie? Was bleibt von ihr, wenn man von 1899 bis 2001 im Archiv nach ihr sucht?" Da das Literaturmuseum der Moderne aus den Nachlassbeständen des Deutschen Literaturarchivs Marbach schöpft, vermittelt das LiMo somit auch einen Einblick in die Sammlungstätigkeit eines Literaturarchivs.